# 冯店镇
冯店镇，是中华人民共和国四川省德阳市中江县下辖的一个乡镇级行政单位。

## 行政区划
冯店镇下辖以下地区：
正街社区、冯淮路社区、正沟村、春凤村、芳林村、龙潭村、观音沟村、犁辕沟村、黄坪村、上金村、蜡树村、小金村、新仓村、禾加村、中金村、同安村、天星村、童家村、平梁村、妙山村、塘坊村、天山村、玉兔村、妙丰村、铁渡村、富安村、古石村、三河村和狮山村。